# Santiago Magallán
Santiago Magallán (La Plata, Provincia de Buenos Aires, Argentina; 8 de mayo de 1992) es un futbolista argentino. Juega como mediocampista por derecha y su primer equipo fue Gimnasia y Esgrima La Plata. Actualmente se encuentra sin club. Es el hermano mayor del también futbolista Lisandro Magallán.

## Trayectoria
Se sumó a las divisiones inferiores de Gimnasia y Esgrima La Plata en la novena categoría. Su debut por Copa Argentina se produjo el 6 de marzo de 2013 frente a Excursionistas, Magallán ingresó a los 18 minutos del segundo tiempo.
Al no ser tenido en cuenta por el director técnico, Pedro Troglio, rechazó el ofrecimiento de Gimnasia de extender su contrato por tres años más, y rescindió el acuerdo que tenía con la institución, por lo que tuvo que pagar una suma económica. En junio del 2013 acordó con San Lorenzo un vínculo por cuatro años.
En enero del 2015, sin haber jugado en la primera del equipo azulgrana, fue cedido a Temperley.

## Clubes
| Club                        | País      | Año       |
| --------------------------- | --------- | --------- |
| Gimnasia y Esgrima La Plata | Argentina | 2011-2013 |
| San Lorenzo de Almagro      | Argentina | 2013-2014 |
| Temperley                   | Argentina | 2015      |
| Defensa y Justicia          | Argentina | 2016      |
| Unión de Santa Fe           | Argentina | 2016-2017 |
| Cultural Leonesa            | España    | 2017-2018 |
| Badalona                    | España    | 2018-2019 |
| Llagostera                  | España    | 2019-2021 |

### Estadísticas
- Actualizado al 5 de mayo de 2021

| Club                         | Div.                | Temporada           | Liga | Liga | Copa Nacional | Copa Nacional | Copa Internacional | Copa Internacional | Total | Total |
| Club                         | Div.                | Temporada           | PJ   | G    | PJ            | G             | PJ                 | G                  | PJ    | G     |
| ---------------------------- | ------------------- | ------------------- | ---- | ---- | ------------- | ------------- | ------------------ | ------------------ | ----- | ----- |
| Gimnasia (LP) Argentina      |                     |                     |      |      |               |               |                    |                    |       |       |
| 2.ª                          | 2012/13             | 0                   | 0    | 1    | 0             | -             | -                  | 1                  | 0     |       |
| Total                        | Total               | 0                   | 0    | 1    | 0             | -             | -                  | 1                  | 0     |       |
| San Lorenzo Argentina        |                     |                     |      |      |               |               |                    |                    |       |       |
| 1.ª                          | 2013/14             | 0                   | 0    | 0    | 0             | 0             | 0                  | 0                  | 0     |       |
| 1.ª                          | 2014                | 0                   | 0    | 0    | 0             | -             | -                  | 0                  | 0     |       |
| Total                        | Total               | 0                   | 0    | 0    | 0             | 0             | 0                  | 0                  | 0     |       |
| Temperley Argentina          |                     |                     |      |      |               |               |                    |                    |       |       |
| 1.ª                          | 2015                | 6                   | 0    | 1    | 0             | -             | -                  | 7                  | 0     |       |
| Total                        | Total               | 6                   | 0    | 1    | 0             | -             | -                  | 7                  | 0     |       |
| Defensa y Justicia Argentina |                     |                     |      |      |               |               |                    |                    |       |       |
| 1.ª                          | 2016                | 0                   | 0    | 0    | 0             | -             | -                  | 0                  | 0     |       |
| Total                        | Total               | 0                   | 0    | 0    | 0             | -             | -                  | 0                  | 0     |       |
| Unión Argentina              |                     |                     |      |      |               |               |                    |                    |       |       |
| 1.ª                          | 2016/17             | 10                  | 0    | 1    | 0             | -             | -                  | 11                 | 0     |       |
| Total                        | Total               | 10                  | 0    | 1    | 0             | -             | -                  | 11                 | 0     |       |
| Cultural Leonesa · España    |                     |                     |      |      |               |               |                    |                    |       |       |
| 2.ª                          | 2017/18             | 0                   | 0    | 0    | 0             | -             | -                  | 0                  | 0     |       |
| Total                        | Total               | 0                   | 0    | 0    | 0             | -             | -                  | 0                  | 0     |       |
| Badalona · España            |                     |                     |      |      |               |               |                    |                    |       |       |
| 3.ª                          | 2018/19             | 21                  | 5    | 1    | 1             | -             | -                  | 22                 | 6     |       |
| Total                        | Total               | 21                  | 5    | 1    | 1             | -             | -                  | 22                 | 6     |       |
| Llagostera · España          |                     |                     |      |      |               |               |                    |                    |       |       |
| 3.ª                          | 2019/20             | 20                  | 6    | 1    | 0             | -             | -                  | 21                 | 6     |       |
| 3.ª                          | 2020/21             | 9                   | 0    | 0    | 0             | -             | -                  | 9                  | 0     |       |
| Total                        | Total               | 29                  | 6    | 1    | 0             | -             | -                  | 30                 | 6     |       |
| Total en su carrera          | Total en su carrera | Total en su carrera | 66   | 11   | 5             | 1             | 0                  | 0                  | 71    | 12    |

## Palmarés

### Campeonatos nacionales
| Título         | Club                   | País      | Año  |
| -------------- | ---------------------- | --------- | ---- |
| Torneo Inicial | San Lorenzo de Almagro | Argentina | 2013 |

### Copas internacionales
| Título            | Club                   | País      | Año  |
| ----------------- | ---------------------- | --------- | ---- |
| Copa Libertadores | San Lorenzo de Almagro | Argentina | 2014 |

### Otros logros
| Título                     | Club                    | País      | Año  |
| -------------------------- | ----------------------- | --------- | ---- |
| Ascenso a Primera División | Gimnasia y Esgrima (LP) | Argentina | 2013 |